# 244-я артиллерийская бригада
244-я артиллерийская Неманская Краснознамённая, орденов Суворова и Кутузова бригада (сокр. 244 абр, в/ч 41603) — тактическое соединение Сухопутных войск Российской Федерации. Бригада дислоцируется в г. Калининград, Калининградской области.
Соединение находится в составе 11-го армейского корпуса.

## История
Бригада ведёт свою историю от 551-го артиллерийского полка ПТО РВГК. Полк был сформирован 10 августа 1941 года. Формирование проходило в г. Подольске в Московской области при Подольском артиллерийском училище.
551-й артиллерийский полк ПТО находился в составе действующей армии в периоды 21 октября 1941 — 22 апреля 1944 года; 28 мая 1944 — 9 мая 1945 года.
551-й полк в годы ВОВ находился в составе 49-й, 33-й и 11-й гвардейской армий.

## Описание
Учения соединения проходят на полигоне Павенково под г. Гвардейск Калининградской области. В ходе плановых учений задействуется военная и специальная техника из состава 244-й артиллерийской бригады. После совершения маршей на полигон из мест постоянной дислокации военнослужащие в ходе активной фазы учения разыгрывают эпизоды по блокированию и уничтожению условного противника. Артиллеристы выполняют огневые задачи по разведке и поражению целей как отдельными расчётами, так и в составе батарей и дивизионов. Военнослужащие ставят неподвижный заградительный огонь на фронте свыше 2 тыс. метров, ведут стрельбу с закрытых огневых позиций и прямой наводкой по мишеням, имитирующим гусеничную, колесную технику и живую силу противника, применяют осветительные и дымовые боеприпасы. Для корректировки артиллерийского огня и оценки результатов поражения были задействуются вертолёты морской авиации БФ Ка-27 и Ми-8, с бортов которых артиллерийские корректировщики передают точные координаты целей на командные пункты артиллерийских дивизионов.

## Награды
От полка переданы почётное наименование «Неманская», ордена Красного Знамени, Суворова и Кутузова 3-х степеней.

## Командиры
- полковник Прохоров Николай Николаевич